# Edvard Tagseth
Edvard Sandvik Tagseth (Frosta, 23 gennaio 2001) è un calciatore norvegese, centrocampista del Nashville.

## Carriera

### Club
Tagseth è cresciuto nelle giovanili del Neset, in cui è entrato all'età di 6 anni. È balzato agli onori delle cronache norvegesi quando ha partecipato all'edizione 2014 della Norway Cup. Il 27 maggio 2016 ha esordito in 4. divisjon con la maglia del Neset, trovando anche una rete nel pareggio per 3-3 contro l'Åfjord.
Al compimento del 16º anno di età, Tagseth è stato ingaggiato dal Liverpool: i Reds lo avevano notato già nel 2011, quando aveva partecipato ad un camping della LFC International Academy. Nel 2015, le parti avevano raggiunto l'accordo che è stato poi ratificato quando il ragazzo ha compiuto 16 anni. Tagseth è diventato un giocatore chiave della formazione Under-18 del club.
Il 13 agosto 2019, Tagseth ha firmato un contratto quadriennale con il Rosenborg, facendo pertanto ritorno in Norvegia a parametro zero. Lo stesso calciatore ha dichiarato in seguito che il Liverpool aveva fatto di tutto per trattenerlo, ma che aveva scelto il Rosenborg per aver l'opportunità di giocare in prima squadra.
Ha esordito con questa maglia in data 3 ottobre 2019, subentrando ad Anders Trondsen nella sconfitta per 1-4 subita contro il PSV, in una sfida valida per la fase a gironi dell'Europa League. Il 6 ottobre 2019 ha debuttato invece in Eliteserien, schierato titolare nella partita persa per 2-1 in casa dell'Haugesund.
Il 29 agosto 2020 ha prolungato il contratto che lo legava al Rosenborg fino al 31 dicembre 2024. Il giorno seguente ha realizzato la prima rete nella massima divisione norvegese, nel 2-2 interno contro lo Stabæk.
Il 19 novembre 2024 viene ceduto al club statunitense Nashville, con cui ha firmato un contratto biennale ed opzione per un terzo anno.

### Nazionale
Tagseth ha rappresentato la Norvegia a livello Under-15, Under-16, Under-17, Under-18 e Under-19.

## Statistiche

### Presenze e reti nei club
Statistiche aggiornate al 23 novembre 2024.
| Stagione         | Club             | Campionato       | Campionato | Campionato | Coppe nazionali | Coppe nazionali | Coppe nazionali | Coppe continentali | Coppe continentali | Coppe continentali | Supercoppe | Supercoppe | Supercoppe | Totale | Totale |
| Stagione         | Club             | Comp             | Pres       | Reti       | Comp            | Pres            | Reti            | Comp               | Pres               | Reti               | Comp       | Pres       | Reti       | Pres   | Reti   |
| ---------------- | ---------------- | ---------------- | ---------- | ---------- | --------------- | --------------- | --------------- | ------------------ | ------------------ | ------------------ | ---------- | ---------- | ---------- | ------ | ------ |
| 2016             | Neset            | 4D               | 4          | 3          | CN              | 1               | 1               | -                  | -                  | -                  | -          | -          | -          | 5      | 4      |
| ago.-dic. 2019   | Rosenborg        | ES               | 1          | 0          | CN              | -               | -               | UEL                | 2                  | 0                  | -          | -          | -          | 3      | 0      |
| 2020             | Rosenborg        | ES               | 26         | 1          | -               | -               | -               | UEL                | 2                  | 0                  | -          | -          | -          | 28     | 1      |
| 2021             | Rosenborg        | ES               | 21         | 1          | CN              | 3               | 0               | UECL               | 5                  | 0                  | -          | -          | -          | 29     | 1      |
| 2022             | Rosenborg        | ES               | 27         | 1          | CN              | 3               | 0               | -                  | -                  | -                  | -          | -          | -          | 30     | 1      |
| 2023             | Rosenborg        | ES               | 18         | 0          | CN              | 2               | 0               | -                  | -                  | -                  | -          | -          | -          | 20     | 0      |
| 2024             | Rosenborg        | ES               | 24         | 4          | CN              | 3               | 2               | UECL               | 2                  | 0                  | -          | -          | -          | 29     | 6      |
| Totale Rosenborg | Totale Rosenborg | Totale Rosenborg | 117        | 7          |                 | 11              | 2               |                    | 11                 | 0                  |            | -          | -          | 139    | 9      |
| Totale           | Totale           | Totale           | 121        | 10         |                 | 12              | 3               |                    | 7                  | 0                  |            | -          | -          | 140    | 13     |

## Palmarès

### Club

#### Competizioni giovanili
- Norgesmesterskapet G19: 1

Rosenborg: 2019